# Кромино (Можайский район)
Кромино — деревня в Можайском районе Московской области, в составе Сельского поселения Борисовское. Численность постоянного населения по Всероссийской переписи 2010 года — 4 человека. До 2006 года Кромино входило в состав Ямского сельского округа.
Деревня расположена в юго-западной части района, примерно в 8 км к юго-западу от Можайска, на левом берегу малой речки Учь (левый приток реки Мжут), у автотрассы М1 Беларусь, высота центра над уровнем моря 216 м. Ближайшие населённые пункты — Сивково на юге и Чебуново на востоке.